# Radim Hladík
Radim Hladík (ur. 13 grudnia 1946 w Pradze, zm. 4 grudnia 2016) – czeski gitarzysta i kompozytor.
W 1968 r., wraz z Vladimírem Mišíkiem, założył zespół Blue Effect.